# ウィントス
ウィントスは、日本プロサッカーリーグ（Jリーグ）に加盟するサガン鳥栖の公式マスコットキャラクター。
モチーフは、チームのエンブレムにも用いられているカチガラス（カササギ）。

## 概要
2000年（平成12年）2月1日生まれだが「年齢不詳」となっている。血液型も「不明」。「佐賀・筑後地方に生息するカチガラスのリーダー」という設定となっている。クラブカラーであるブルーとピンクの体と、キリッとした目元が特徴。
クラブの運営会社の変わった2005年2月から公式マスコットを務めているが、公式マスコットにもかかわらず毎年サガンと契約更新を行っている。契約期間は毎年2月1日から翌年1月31日までで、年俸は「非公開」とのこと。シーズン前の選手契約更新の最後に行われることが通例となっており、2017年シーズン・2018年シーズンは2月に入ってから契約更新を行った。
基本的にサガン鳥栖のホームタウン活動もしくはスポンサーに関わるイベントにのみ出演しているが、2013年9月9日にAKB48のYouTube公式アカウントにて公開された『恋するフォーチュンクッキー』の佐賀県庁バージョンには、他の佐賀県内のゆるキャラと共に出演を果たしている。
JR九州長崎本線・新鳥栖駅の駅名標にはウィントスが描かれている。またセブン-イレブンのご当地nanacoにも駅前不動産スタジアム内のピッチとスタンドを背景にウィントスが描かれている。